# Kopytko
Kopytko (niem. Kopitko, w latach 1938–1945 Langerdamm) – osada leśna w Polsce położona w województwie warmińsko-mazurskim, w powiecie szczycieńskim, w gminie Rozogi. W latach 1975–1998 miejscowość administracyjnie należała do województwa ostrołęckiego.